# Français de souche
Cet article possède un paronyme, voir Fdesouche.
Pour les articles homonymes, voir FDS.
Français de souche (FDS) est un terme distinguant, parmi les personnes de nationalité française, celles qui selon la définition ethnique, le droit du sang et l'appartenance linguistique et culturelle, formeraient un groupe ethnique européen indigène en France, sans ascendance étrangère. Ce terme souvent employé dans un contexte polémique est opposé aux expressions péjoratives « Français de papier » et « Français d'origine étrangère » et plus généralement à la notion de « citoyens de la France formant un seul ensemble », définie par la constitution de la France, le droit du sol et le droit international, qui ne discrimine pas les citoyens d'après leur modalité d'acquisition de la nationalité française, leur lieu de naissance, leur langue maternelle, leurs origines et traditions culturelles.
Sa définition varie, suscite la polémique et surtout ne fait l'objet d'aucune norme et d'aucun consensus scientifique car les Français ont tous des origines étrangères selon le nombre de générations qu'on prend en considération.
D'abord historiquement employée par l'extrême droite française à partir du début du XIXe siècle, l'expression est reprise dans le cadre de débats polémiques sur l'intégration, le communautarisme et le multiculturalisme en France.

## Des définitions multiples et contestées
Sa définition, en particulier le nombre de générations qu'il faut prendre en compte pour définir cette classe statistique, est variable et controversée suivant les études et les auteurs. Elle peut désigner des personnes nées en France dont les parents sont également nés en France, ou des personnes de nationalité française dont les ascendants — cette définition pouvant, selon les interprétations, concerner uniquement les ascendants immédiats,, ou au contraire s'étendre à plusieurs générations,, — sont également français, ou des personnes dont la famille possède depuis « longtemps » la nationalité française.
L'expression peut aussi être utilisée en tant que synonyme des mots autochtone et indigène. Le terme est également utilisé pour définir les Français n'ayant pas d'ascendance étrangère récente, par rapport aux personnes d'origine étrangère, issues de l'immigration ou ayant acquis récemment la nationalité française,,,,. L'expression Français de souche peut désigner aussi historiquement un français dont les ascendants sont français suivant le principe de primauté de la filiation paternelle (droit du sang ou jus sanguinis) instauré par le Code Napoléon en 1804 : « La nationalité est désormais un attribut de la personne, elle se transmet comme le nom de famille, par la filiation. Elle est attribuée une fois pour toutes à la naissance, et ne dépend plus de la résidence sur le territoire de la France ».

## Histoire
L'expression est utilisée pour la première fois au XIXe siècle. Le Trésor de la langue française informatisé en attribue la paternité au critique littéraire et écrivain français Charles-Augustin Sainte-Beuve. C'est en effet chez Sainte-Beuve que se trouve la plus ancienne occurrence connue de l'expression « français de bonne souche » : elle figure dans un article dédié à l'écrivain et auteur suisse de bande dessinée Rodolphe Töpffer et paru dans la Revue des deux Mondes le 15 mars 1841. Sainte-Beuve commence ainsi son portrait de Töpffer : « Il est de Genève, mais il écrit en français, en français de bonne souche et de très légitime lignée, il peut être dit un romancier de la France ».
Selon le démographe Hervé Le Bras, l'anthropologue raciste Georges Vacher de Lapouge l'utilisait avec une acception différente ainsi que l'écrivain nationaliste et antisémite Maurice Barrès dans son thème de la « terre et des morts ». Selon ce dernier « pour qu'un Français soit Français, il faut qu'il soit issu d'un Français et d'une Française, et de siècle en siècle ». Pour le journaliste politique Laurent de Boissieu, Édouard Marchand est le premier à théoriser l'expression dans son livre antisémite La France aux Français ! publié en 1892 et qui reprend la même distinction actuelle entre « français de souche » et « français de papier » (juifs et français d'origine étrangère) qui ne doivent pas selon lui bénéficier des mêmes droits.
L'historien Emmanuel Debono relève que « depuis les années 1930, il est arrivé à la presse antiraciste de parler de « vieille souche » pour mettre l’accent sur l’ancienneté de l’implantation sur un territoire d’un individu ou d’une population. [ … ] L’expression contient une dimension culturelle sans avoir de connotation négative ». Cependant, dans les années 1930 également, « la propagande antisémite utilise parfois le terme « souche » comme un substitut au mot « race », pour faire le distinguo entre les « vrais Français » et les autres ».
Durant la période de l'Algérie française, le terme signifie « Français de souche européenne » (et non « de souche française ») la très forte majorité d'entre eux étant issue de l'immigration méditerranéenne, notamment, d'Espagne (Minorque et de sa capitale, Port Mahon), d'Italie et de ses îles (Sicile) ou encore, de Malte. L'historien Jacques Valette, dans sa recension du livre La guerre d’Algérie : une histoire apaisée ? (de Raphaëlle Bacqué) emploie l'expression « Françaises de souche » : « Djemila Amrane, née Danielle Minne, sur les femmes dans l’ALN [ … ] y voit même la volonté de « revaloriser les engagements de celles qui ont été considérées comme traîtres par la communauté pied-noire ». Elle ne précise pas combien de Françaises de souche avaient gagné les maquis ». Selon l'analyse de l'historien Nicolas Lebourg, la formule répond à la construction de la notion juridique de nationalité, et la « nécessité de faire coïncider le droit et les réalités de l’empire colonial ». À partir de 1958, l'administration française distingue officiellement en Algérie française, les « Français de souche européenne (FSE) » et les « Français de souche nord-africaine (FSNA) ». Dans le contexte de la guerre d'Algérie, le terme est également utilisé par Charles de Gaulle pour désigner la population européenne de l'Algérie et la distinguer des « Musulmans ». Le 29 janvier 1960, Charles de Gaulle promeut l'expression en direction de l'Algérie française, lors d'un discours télévisé. Pour Laurent de Boissieu, « c'est dans ce contexte historique et juridique particulier que Charles de Gaulle a utilisé durant la guerre d'Algérie l'expression « Français de souche » : il ne s'agissait pas d'un tri personnel entre les Français à partir de je ne sais quel critère fumeux, mais d'une inégalité à l'époque juridiquement réelle bien qu'antirépublicaine. ».
En 1947, A. Juret, dans un article de la revue de l'Institut national d'études démographiques Population, après avoir constaté que l'équipe de France de football ne comptait que « cinq vrais Français », déplorait « les effets négatifs de tant de noms « barbares » pour l’image de marque du pays, [et] envisageait diverses solutions pour les rendre plus agréables à l’oreille du Français de souche ».
Par la suite, d’après Jean-Luc Richard, maître de conférences en sociologie et démographie, il est réutilisé en 1979 dans Le National, journal politique du Front national, terme selon lui « associé à la première expression politique de l’idée fausse de la mesurabilité d’un coût de l’immigration en France ». Pour lui « le concept de « Français de souche » n'est pas un acquis de la recherche, mais au contraire, un terme qui a un lourd passé et une ambiguïté propice à toutes les variations possibles de définition, changeante pour les besoins de la cause. ».
Un rapport de l'INED en 1991 emploie pour la première fois l'expression « Français de souche » dans un cadre scientifique. L'un des auteurs de ce document, la démographe Michèle Tribalat, la définit pour sa part comme désignant une personne née en France, de deux parents eux-mêmes nés en France,. Un autre rédacteur de ce rapport, l'historien Jacques Dupâquier, estime pour sa part que cette expression est une « notion importante mais difficile à saisir »,.
Pour Nicolas Lebourg, le Front national se réapproprie l'expression dans les années 1990 : les mégrétistes, qui prennent un temps le pouvoir au sein du parti, « réutilisent le concept d’identité, en son sens ethno-culturel qui provient du nationalisme allemand des années 1960, et en font un des fondements idéologiques du parti ». La formule est particulièrement utilisée au sein de la mouvance identitaire, en lien avec le concept de grand remplacement, et a notamment donné son nom au site d'extrême droite Fdesouche.
Pour Jean-Yves Le Gallou, cofondateur de l'Institut Iliade, un organisme de formation de l'extrême droite qui publie par ailleurs du matériel de propagande, la promotion de ce mot s'inscrit dans une « bataille du vocabulaire » afin de faire progresser les positions identitaires : « Race blanche, Français de souche, grand remplacement et remigration sont les mots qu'il faut utiliser ».

## Critiques du concept

### Utilisation politique
Progressivement, l'expression s'ancre dans le discours politique général selon Nicolas Lebourg qui relativise son utilisation et dénonce « une grande hypocrisie, parce que les thématiques identitaires sont désormais au centre du débat politique, elles ont été popularisées. N’oublions pas que le ministère de l’identité nationale a existé (de 2007 à 2010, sous la présidence de Nicolas Sarkozy) ». Pour le journaliste Rémi Noyon également « à force de répétitions, la formule est presque passée dans le langage courant. Dans les débats de l’Assemblée nationale, on la retrouve de temps en temps et elle ne vient pas nécessairement des bancs les plus à droite. L’impression de la nouveauté, alimentée par l’existence du site Fdesouche et la montée d’un discours identitaire, cache d’ailleurs une généalogie plutôt ancienne. ».
Les conséquences politiques de la création d'une catégorie de Français de souche sont également évoquées. Dans le cadre de la déchéance de la nationalité française contre les délinquants d'origine étrangère prônée en 2010 par le président Nicolas Sarkozy, celui-ci selon le quotidien Le Monde « s'attaque à deux principes juridiques considérés comme intangibles depuis la Libération: le droit à la nationalité et le refus de toute distinction entre les « Français de souche » et ceux ayant acquis récemment la nationalité ». Pour l'ancien ministre de la justice, Robert Badinter « Tous les Français sont égaux devant la loi, quelle que soit leur origine », qu'ils soient Français de souche ou d'origine étrangère. L'article premier de la Constitution dit que [ … ] la France assure l'égalité devant la loi de tous les citoyens sans distinction d'origine ». Pour l'hebdomadaire Marianne, à force de s'adresser politiquement à des Français de souche et des Français issus de l'immigration récente, « le risque d'une telle politique est la promotion d’une lecture ethnique de la société, que l’on parle à des communautés et non à des citoyens, la définition même du communautarisme ».
Nicolas Sarkozy, alors ministre de l'intérieur, prône pourtant en 2006 la disparition de l'expression dans une égalité entre Français : « Cette France [qu'il faut construire] est un pays réconcilié. [ … ] C'est une France où l’expression « Français de souche » a disparu. Où la diversité est comprise comme une richesse. Où chacun accepte l'autre dans son identité et le respecte. Où la surenchère des mémoires s'incline devant l'égalité devenue enfin réalité ».
En 2015, François Hollande emploie l'expression lors du dîner du CRIF, pour contredire les propos de Roger Cukierman selon lesquels les actes antisémites sont commis par les seuls Français musulmans. Cet usage suscite la polémique dans la classe politique ; Marine Le Pen récuse notamment l'expression. Pour le quotidien Le Monde « le chef de l’État a utilisé une expression devenue un étendard pour la mouvance identitaire de l’extrême droite ». Après son départ du FN, Florian Philippot dénonce la présence de l'expression dans les communiqués du FN « alors qu'elle avait été formellement bannie par Marine Le Pen ».

### Utilisation scientifique

#### En démographie
La pertinence du terme et de son utilisation dans les études démographiques a été l'occasion de vives polémiques entre experts de l'INSEE et de l'INED.
Hervé Le Bras, l'un des principaux critiques de l'expression parmi les démographes, précise que c'est seulement depuis 1833 que les recensements en France sont possibles grâce à Alexandre Moreau de Jonnès, qui a alors effectué un recensement et un classement des Français selon les « races françaises », réduisant le concept de racine unique de la population française à une notion statistique inopérante. Le Bras souligne que « la politisation de la question de l'immigration a conduit le Front national à utiliser le terme pour opposer des Français de référence aux Français d'origine étrangère ». Même si en 1991 l’Institut national d'études démographiques (INED) réutilise le terme en lui donnant une définition « a contrario comme résidu subsistant après qu’on a distingué quatre générations successives d’origine étrangère », l'usage politique de ce terme resterait pour Le Bras « mal défini ». Selon lui, le choix effectuée par cette étude « suppose en effet que les descendants d'étrangers installés en France depuis 1900 sont encore perçus dans leur étrangeté au même titre que des migrants arrivés en 1985 et donc qu'aucune durée ne résorbera la différence de nationalité initiale ». Le travail sur les générations est selon Le Bras un élément central des théories racistes . Pour lui, l'outil démographique et le racisme jouent le même rôle au service du nationalisme, mais la démographie est un outil « plus propre et moins disqualifié que le racisme » . L'opinion de Le Bras étant que les Français « descendent tous d'immigrants à un certain horizon temporel », l'étude de l'INED, en mettant une barrière à l'année 1900, empêche de remonter plus loin, et permet donc d'utiliser le terme de Français « de souche ». Cet usage n'aurait pour Hervé Le Bras « aucun sens même si l'on tient compte des généalogies de chaque individu puisqu'elles feraient réapparaître la multiplicité des origines de chacun une fois considérées simultanément les ascendances maternelles et paternelles ». Par ailleurs, lorsque l'on définit un « Français de souche » comme une personne née en France de parents eux-mêmes nés en France, cela implique que des personnages français de premier plan comme Philippe Séguin ou encore Édouard Balladur sont exclus de cette classification car « de nombreux Français sont nés à l'étranger du fait de l'empire colonial. Un comptage dans le Who is who 1997-98 donne par exemple 7 % de naissances à l'étranger ».
Dans un entretien en février 2015, Michèle Tribalat revient sur la difficulté dans les études démographiques se rapportant aux questions d'immigration et d'intégration de désigner ce qui est diversement noté par « population majoritaire », « Français de souche » ou personne « d'origine française ». Elle explique la déclaration de François Hollande utilisant les termes de « Français de souche » en raison du fait qu'il n'existerait pas « de substitut facile qui parle autant de lui-même ». En lieu et place de l'expression, Michèle Tribalat utilise désormais l'expression « natif au carré ».

### Utilisation dans les médias
Éric Zemmour définit ainsi le concept : « Français de souche veut dire qu'on est là depuis mille ans […]. Tu deviens Français de souche par l'assimilation de l'Histoire de France et de la culture française. ».
Selon Claude Allègre et Denis Jeambar, « Il n'y a pas de Français de souche… Tout tient en une idée « braudélienne » simple : l'identité nationale est un ensemble de valeurs, fruits d'une histoire associée à un territoire, c'est-à-dire une géographie. Une telle définition exclut toute référence ethnique. Le vocable « Français de souche » n'a aucun sens. Il y a belle lurette que la biologie de l'ADN nous a appris que nous étions tous métis et uniques. L'unité d'une nation ne passe pas par son uniformité ou son uniformisation, car la diversité est la règle de la nature. C'est en la respectant que l'on peut rassembler des individus autour de principes qui ne sont pas pour autant des références immuables, des textes sacrés qu'il faut vénérer nec varietur. Les valeurs ne cessent, en effet, d'évoluer avec le temps au gré des migrations et immigrations successives, du jeu de forces entre un peuple aux contours mouvants et son milieu ».

### Justice
Le 25 janvier 2012, Houria Bouteldja poursuivie pour injure raciale par l'Alliance générale contre le racisme et pour le respect de l'identité française et chrétienne (AGRIF), une association proche de l'extrême-droite, pour avoir employé le terme de « souchien » dans une émission de télévision, est relaxée par le tribunal correctionnel de Toulouse, qui déclare que l'expression « Français de souche », utilisée « dans les discours officiels roboratifs à l’attention des Français installés à l’étranger, colons ou expatriés, et plus particulièrement à ceux d’Algérie », a pris « son essor dans les années 1980 sur un mode néo-raciste avec la politisation de la question de l’immigration et des enfants de l’immigration que cet artifice de langage tend à matérialiser en race définie en creux, avec en toile de fond cette idée de la disparition de la grande race ou de la revendication d’un type supérieur d’humanité ». Le tribunal ajoute que « les recherches de la génétique nous ont appris par ailleurs que nous sommes tous métissés bien qu’uniques, et que la diversité est une règle de la nature ». Le tribunal rapporte également les propos de Nicolas Sarkozy de 2006 et considère que les personnes prétendument visées n'étant pas identifiables, la plainte doit être rejetée. Le 19 novembre 2012, à la suite de l'AGRIF et du parquet, la cour d'appel de Toulouse confirme la relaxe. La Cour ne suit pas l'analyse de l'avocat général, selon laquelle le terme « souchien(s) » constituerait une injure à caractère raciste. Le pourvoi de l'AGRIF est rejeté le 14 janvier 2014 par la Cour de cassation, qui précise « qu'il est constant que le néologisme « souchien » est d'usage courant dans la classe politique ».
La catégorie « Français de souche » est considérée par la justice comme n'ayant pas d'existence juridique. À la suite d'une plainte de l'AGRIF, association proche de l'extrême droite, contre Saïd Bouamama et Saïdou, chanteur du groupe de rap Zone d'expression populaire pour leur morceau « Nique la France », la 17e chambre du tribunal correctionnel de Paris les relaxe le 19 mars 2015 et déclare que l'expression « Français de souche », « pour banalisée qu'elle puisse paraître », « ne recouvre aucune réalité légale, historique, biologique ou sociologique », et que « la “blancheur” ou la “race blanche” » n'est « en aucune manière une composante juridique de la qualité des Français ». Elle considère par ailleurs que les « Français blancs dits de souche » ne constituent pas un « groupe de personnes ». L'AGRIF fait appel au civil, seule, le parquet acceptant la décision du tribunal, mais la cour d'appel de Paris la déboute le 9 décembre 2015, puis la cour de cassation rejette, le 28 février 2017, son pourvoi en ce qui concerne Saïd Bouamama alors que Saïdou est lui renvoyé devant la cour d'appel de Lyon qui le condamne le 12 janvier 2018 à une peine d'un euro symbolique et 3 000 euros de dédommagement à l'AGRIF. Cet arrêt de la cour d'appel de Lyon est finalement cassé sans renvoi le 11 décembre 2018 par la Cour de cassation qui déboute définitivement l'AGRIF de toutes ses demandes.